# Óxido de erbio(III)
El óxido de erbio(III), un sólido rosa de fórmula química Er2O3, es un compuesto de erbio que a veces se utiliza como colorante para vidrios y como dopante para fibras ópticas y amplificadores ópticos. Fue aislado por Carl Gustaf Mosander en 1843, y obtenido en forma pura en 1905 por Georges Urbain y Charles James.
El óxido de erbio(III) puede también ser utilizado como veneno de neutrones consumible por el combustible nuclear.
Puede reaccionar con ácidos para formar las correspondientes sales de erbio(III):
{\displaystyle {\ce {Er2O3 + 6 HCl -> 2 ErCl3 + 3 H2O}}}